# Mołdawia na Zimowych Igrzyskach Olimpijskich 1998
Mołdawię na Zimowych Igrzyskach Olimpijskich 1998 reprezentowało 2 zawodników. Był to drugi start Mołdawii na zimowych igrzyskach olimpijskich.

## Dyscypliny

### Biathlon

#### Mężczyźni
| Zawodnik  | Konkurencja       | Czas      | Ilość pudeł | Pozycja | Źródło |
| --------- | ----------------- | --------- | ----------- | ------- | ------ |
| Ion Bucșa | Sprint            | 36:33.8   | 6 (2+4)     | 71.     | [ 1 ]  |
| Ion Bucșa | Bieg indywidualny | 1:11:27.5 | 6 (0+2+3+1) | 70.     | [ 2 ]  |

#### Kobiety
| Zawodnik       | Konkurencja       | Czas      | Ilość pudeł | Pozycja | Źródło |
| -------------- | ----------------- | --------- | ----------- | ------- | ------ |
| Elena Gorohova | Sprint            | 28:21.5   | 5 (2+3)     | 62.     | [ 3 ]  |
| Elena Gorohova | Bieg indywidualny | 1:09:18.1 | 9 (3+0+2+4) | 62.     | [ 4 ]  |